# Rubus verae-crucis
Rubus verae-crucis är en rosväxtart som beskrevs av Per Axel Rydberg. Rubus verae-crucis ingår i släktet rubusar, och familjen rosväxter. Inga underarter finns listade i Catalogue of Life.